# Iekateringofski

Localisation dans Saint-Pétersbourg.

L'okroug municipal Iekateringofski (en russe : Екатерингофский), ou okroug municipal d'Ekaterinhof, est le 6e okroug municipal sous la juridiction de Saint-Pétersbourg dans le district de l'Amirauté. Sa population est de 31 570 habitants en 2002 d'après le recensement de 2002 en Russie,.